# Muscolo costrittore faringeo medio
Nell'anatomia umana il muscolo costrittore faringeo medio fa parte dei muscoli del faringe.

## Anatomia
Il muscolo, a forma di lamina triangolare, si ritrova vicino al muscolo ioglosso e al muscolo stilofaringeo. Origina dal piccolo e grande corno dell'osso ioide. Le sue fibre corrono posteriormente e medialmente e si inseriscono sul rafe fibroso mediano, unitamente alle fibre del muscolo controlaterale.

## Azione
Il costrittore faringeo medio agisce nel meccanismo della deglutizione come "costrittore" della faringe, insieme al Muscolo costrittore faringeo inferiore e a quello superiore. Quando il bolo di cibo arriva in faringe, i muscoli elevatori si rilassano, il faringe si abbassa e i costrittori spingono il bolo verso la porzione inferiore dell'esofago.